# 馬桓
馬桓（1425年—？），字文威，順天府通州人，明朝政治人物。進士出身。

## 生平
順天府鄉試第八十五名。天順元年（1457年）丁丑科會試第二百五十八名，殿試登進士第三甲第一百九十名。

## 家族
曾祖馬良功。祖父馬敬祖。父亲馬勝。